# José Marcio Rego
José Marcio Rebolho de Arruda Rego (São Paulo, 1 de março de 1955) é um economista, professor, pintor, artista plástico e empresário brasileiro.
Graduado em Administração Pública pela Fundação Getúlio Vargas de São Paulo (1979), e em Economia na USP, é mestre em Administração Pública e Governo  pela Fundação Getúlio Vargas  (1991; dissertação sobre A taxionomia quádrupla do processo inflacionário), mestre em Ciência Política pela Universidade Estadual de Campinas (1999; dissertação sobre Teoria da dependência e a teoria da inflação inercial), doutor  em Comunicação e Semiótica pela Pontifícia Universidade Católica de São Paulo (1996; tese sobre  Retórica e teoria na história da análise econômica no Brasil) e doutor  em Economia de Empresas pela Fundação Getulio Vargas  (1998; tese sobre  Duas Teorias Econômicas: Consumo e Retórica).
Foi professor titular de Economia (aposentado) da PUC-SP,  e é professor de economia da FECAP, Fundação Escola de Comércio Alvares Penteado, fundada em 1902 e da Escola de Administração de Empresas da FGV. É também professor visitante da Universidade de Buenos Aires .
Parceiro intelectual de importantes economistas brasileiros, tais como Bresser Pereira, Luiz Gonzaga Belluzzo, Pérsio Arida (retórica na economia), Paulo Gala, Gabriel Galípolo e Guido Mantega, é co-autor e organizador de  mais de vinte livros, principalmente na área economia, dentre os quais se destacam Economia Brasileira (Saraiva ) e Teorias da Inflação (Paz e Terra), que fazem parte da bibliografia de cursos de graduação e pós-graduação, bem como da bibliografia obrigatória para o acesso aos cursos de pós-graduação em economia da  Associação Nacional de Centros de Pós-graduação em Economia - ANPEC.
É membro do Conselho Editorial da Revista de Economia Política.
Como empresário, José Marcio Rego foi usineiro no Mato Grosso do Sul, industrial no Brasil (NLF Hidroválvulas), Metalúrgica Frenoflex, Almag, Aluminio do Brasil, Pignatari Forjados,  Paraguay (Buspar) e Uruguai e um dos pioneiros do Proálcool. Foi sócio fundador de dois Bancos de Investimentos e um Banco Comercial, incorporado depois pelo antigo Banco Real.

## Publicações[4]
- REGO, J. M. R. (Org.) ; GALA, Paulo (Org.) . História do Pensamento Econômico como Teoria e Retórica.  São Paulo: Editora 34, 2004. v. 1. 216 p.
- REGO, J. M. R. (Org.) ; NAKANO, Y. (Org.) ; FURQUIM, L. (Org.) . Em busca do novo - O Brasil e o Desenvolvimentona obra de Bresser-Pereira. Rio de Janeiro: Editora da FGV, 2004.  453 p.
- REGO, J. M. R. (Org.) ; MARQUES, Rosa Maria (Org.) . Formação Econômica do Brasil. São Paulo:  Saraiva, 2003. v. 1. 217 p.
- REGO, J. M. R. (Org.) ; MORAES, José Geraldo Vinci de (Org.) . Conversas com historiadores Brasileiros.  São Paulo: editora 34, 2002. v. 1. 399 p.
- REGO, J. M. R. (Org.) ; PEREIRA, Luiz Carlos Bresser (Org.) . A grande esperança em Celso Furtado.   São Paulo: ed. 34, 2001. v. 1. 304 p.
- REGO, J. M. R. (Org.) ; NOBRE, Marcos (Org.) . Conversas com filósofos Brasileiros. São Paulo: 34, 2000. v. 1. 287 p.
- REGO, J. M. R. (Org.) ; MARQUES, Rosa Maria (Org.) . Economia Brasileira - Uma Introdução.  São Paulo: Saraiva, 1999. v. 1. 234 p.
- REGO, J. M. R. (Org.) ; MANTEGA, Guido (Org.) . Conversas com Economistas Brasileiros II. São Paulo: ed.34, 1999. v. 1. 234 p.  Prefácio de Luís Gonzaga Belluzzo. Entrevistas com Paul Singer, Francisco de Oliveira, José Serra, Antonio Barros de Castro, João Manuel Cardoso de Mello, João Sayad, Yoshiaki Nakano, José Alexandre Scheinkman, Fernando de Holanda Barbosa, Francisco Lopes, Aloízio Mercadante e Gustavo Franco
- REGO, J. M. R. (Org.) . O Pensamento de Ignácio Rangel.   São Paulo: ed. 34, 1998. v. 1. 197 p.
- REGO, J. M. R. (Org.) . Retórica na Economia. 2. ed. São Paulo: ed. 34, 1996. 196 pgs.
- REGO, J. M. R. (Org.) ; BIDERMAN, Ciro (Org.) ; COZAC, Luiz  Felipe Lebert (Org.) . Conversas com Economistas Brasileiros.  São Paulo:  ed. 34, 1996. v. 1. 289 p. Prefácio de Pedro Malan.Entrevistas com Roberto Campos, Celso Furtado, Delfim Netto, Maria da Conceição Tavares, Bresser Pereira, Mário Henrique Simonsen, Affonso Celso Pastore, Edmar Bacha, Luiz Gonzaga Belluzzo, André Lara Resende, Pérsio Arida,  Paulo Nogueira Batista Jr. e Eduardo Giannetti da Fonseca.[5]
- REGO, J. M. R. (Org.) ; MAMIGONIAN, Armen (Org.) . Rangel um Pioneiro.  Florianópolis:  UFSC, 1994. v. 1. 176 p.
- REGO, J. M. R. (Org.) . Revisão da crise, metodologia e retórica na História do Pensamento Econômico. 1. ed. S. Paulo:  Bienal, 1991. v. 1. 187 p.
- REGO, J. M. R. (Org.) . Inflação e Hiperinflação - Interpretações e Retórica.  São Paulo:  Bienal, 1990. v. 1. 193 p.
- REGO, J. M. R. (Org.) . Hiperinflação: Algumas Experiências. São Paulo:  Paz e Terra, 1988. v. 1. 187 p.
- REGO, J. M. R. (Org.) . Aceleração Recente da Inflação.  São Paulo:  Bienal, 1988. v. 1. 175 p.
- REGO, J. M. R. (Org.) . Inflação inercial, teorias sobre inflação e o Plano Cruzado.  São Paulo:  Paz e Terra, 1986. v. 1. 236 p.
- REGO, J. M. R. ; PEREIRA, Luiz Carlos Bresser . "As dualidades de Rangel". In:  Anais do IV Encontro Ibérico de História do Pensamento Econômico. Sociedade Ibero-Americana de História do Pensamento Econômico. Lisboa, 2005.
- REGO, J. M. R. ; GALA, Paulo ; FERNANDES, Danilo . Pragmatismo e Economia: elementos filosóficos para umainterpretação do discurso econômico.  2004, João Pessoa. Anais da ANPEC, 2004.